# Verlijeren
Het verlijeren van een schip betekent dat de wind het schip opzij beweegt en wel richting de lijzijde ervan. Vooral zeilschepen hebben last van het verlijeren, als ze niet voor de wind varen. Het kan door een kiel of zwaard worden tegengegaan. Motorboten kunnen bij sterke wind ook last hebben van verlijeren. Een schip verlijert het meeste bij lage snelheid en stevige halve wind. Verlijeren kan ook afdrijven worden genoemd.
Verlijeren lijkt op verzetten, een van de zes scheepsbewegingen, maar is in tegenstelling tot verzetten een continue beweging een kant op.